# Paniek in Zaïre

De ligging van Zaïre in Midden-Afrika.

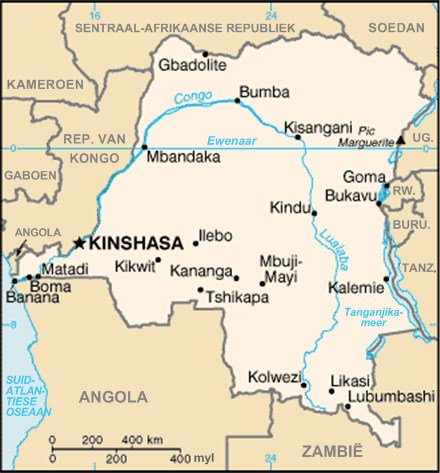
Een overzichtskaart van Zaïre (tegenwoordig Congo-Kinshasa).

Paniek in Zaïre is een spionageroman van auteur Gérard de Villiers en is het 52e deel uit de S.A.S.-reeks met als protagonist de Oostenrijkse prins en freelance CIA-agent Malko Linge.

## Het verhaal
Door de straten van Kinshasa gonst het van de geruchten dat er een aanslag op de “Gids”, Joseph-Desire Mobutu wordt voorbereid. Malko wordt door de CIA naar Zaïre gedirigeerd om de geruchten op waarheid te onderzoeken.
Om contact te kunnen leggen hebben de CIA en de Zaïrese geheime dienst een plan bekokstoofd: de arrestatie van Malko door de Zaïrese geheime dienst direct na aankomst in Zaïre zodat hij te boek komt te staan als tegenstander van het regerende regime en na zijn vrijlating contacten kan leggen met de personen achter de geplande aanslag op het het leven van Mobutu.

## Personages
- Malko Linge, een Oostenrijkse prins en CIA-agent;